# Gualdo Tadino
Gualdo Tadino – miejscowość i gmina we Włoszech, w regionie Umbria, w prowincji Perugia.
Według danych na rok 2004 gminę zamieszkiwało 15 049 osób, 121,4 os./km².
Urodził tu się dyplomata papieski abp Vittore Ugo Righi.

## Współpraca
- Audun-le-Tiche, Francja
- West Pittston, Stany Zjednoczone
- Bra, Włochy